# Champaña (provincia)
La Champaña (del latín campus) fue una antigua provincia francesa, organizada en torno al condado de Champaña y que sirvió de base para la constitución de la mayor parte de la actual región administrativa de Champaña-Ardenas por la reforma administrativa decretada en 1789.

## Historia
Habitada por galos, como remos, triscases, meldas, lingones y senonenses, en tiempos del Imperio romano formaba parte de la Gallia Lugdunensis y estaba habitada ya por francos y borgoñones. Fue un ducado dependiente de Austrasia desde 570 a 714.
Durante la Edad Media, esta provincia obtuvo un fuerte renombre en Europa Occidental debido a las conocidas como ferias de Champaña, un ciclo de ferias comerciales que concentró el intercambio de mercancías entre las ciudades del norte de Europa y los centros italianos. Es famosa también por la producción del champán.
Esta provincia comprendía el territorio de los cuatro departamentos de la región actual: Ardenas, Aube, Alto Marne, Marne; y además el sur del Aisne y el este de la Sena y Marne, con estribaciones en Côte-d'Or, 
Meuse, Vosges y Yonne. Las ciudades de Troyes, Reims y Épernay eran los principales centros de comercio. 
Tras convertirse en condado a inicios del siglo XII, la provincia de Champaña fue unida a la Corona francesa y a al Reino de Navarra gracias al matrimonio de Juana I de Navarra con Felipe el Hermoso, rey desde 1285. La provincia obtuvo de nuevo su autonomía con la muerte del soberano en 1314, pero Luis X la unió definitivamente a la corona.